# Klavan Gadjé
Klavan Gadjé, ook wel afgekort tot Klavan is een Nederlandse band uit de provincie Zuid-Holland, gemeente Kaag en Braassem. Ze omschrijven hun muziek zelf als poldergipsy, Nederklezmer en boerenbalkan.

## Biografie
Na het uiteenvallen van Meilof in 2007 besloten Frank Leenders en Peter van den Akker een gipsyband op te richten. Na korte tijd sloten Pieter van der Geest en Roel Bettonviel, die net hun band Kitty Contana hadden zien uiteengaan, zich bij hen aan. Het gezelschap groeide uit tot een formatie van tien man. In augustus 2008 belegde de band een vierdaagse sessie in Duffel, België, waar de band vaste vorm kreeg. Hier ontstond ook het idee om de muziek in de stijl van Shantel en Mala Vita, de zogenaamde balkan beats, te voorzien van Nederlandstalige teksten.
Na enkele demo-opnames, die werden verspreid op een USB-stick in de vorm van een armband, begon de band, begin 2010, aan opnames voor een volwaardig album in Studio Zeezicht in Spaarnwoude. Op 21 juni 2010 kwam de debuutplaat Brand uit op Munich Records.
Vanaf dat moment werd er intensief getoerd, waarbij de band zowel akoestisch als elektrisch optrad. Voor het toeren werd een opzichtige afgeschreven brandweerauto aangeschaft, die sindsdien geldt als de mascotte van de band. De band speelde onder andere op Lowlands, Oerol, Werfpop, Paaspop en de Gentse Feesten.
In november 2011 begon de band aan opnamen voor een tweede album in de La Chapelle studios in Weismes, met Bart Wagemakers als producent. Het afmixen gebeurde wederom in Studio Zeezicht in Spaarnwoude.
De 2e cd werd Harrejasses Hotel gedoopt en verscheen op 19 maart 2012 (music & words).
De 3e cd, Allesbrander, werd op 5 april 2014 voorgesteld aan pers en publiek, in Vrijplaats Leiden. Ook dit album werd opgenomen in Studio Zeezicht en door Bart Wagemakers geproduceerd en gemixt.

## Discografie
- Brand (2010)
- Harrejasses hotel (2012)
- Allesbrander (2014)